# Иванка Горова
Иванка Кънчева Ангелова, по мъж Горова, е българска революционерка, куриерка на Българския революционен централен комитет. Сестра е на Ангел Кънчев. Сподвижничка на съпруга си Димитър Горов и помощничка на Баба Тонка. 

## Биография
Родена е към 1856 г. в Трявна  в семейството на Кънчо Ангелов, тревненски  майстор-зидар, и Гана Пандурска. Неин брат е Ангел Кънчев, а по-голяма сестра – Катерина (Кина) Кънчева, също революционерка. Семейството се преселва в Русе, където Иванка завършва девическото училище. Тя е образована за времето си жена с учителска професия. 
Около 1872 г. се омъжва за Димитър Горов (1840 – 1881) – виден стопански и политически емигрант от заможна пещерска фамилия, който финансира българските революционери, както и отпечатването на единствената издадена приживе книга на Христо Ботев – „Песни и стихотворения“ (в съавторство със Стефан Стамболов). Семейството пребивава основно в Гюргево и е ангажирано и с дейността на Гюргевския революционен комитет.
Иванка Горова е сподвижничка на мъжа си и помощничка на Баба Тонка Обретенова в пренасянето на революционната кореспонденция, печатни издания и оръжие от Влашко до България – от Гюргево до Русе и от Русе до Гюргево.
Иванка, съпругът ѝ Димитър и сестра ѝ Кина се качват на парахода „Радецки“ на Гюргевското пристанище и съпровождат четата на Христо Ботев до Банат. Там изпращат четата по бойния ѝ път, а Ботев дава на доверения си приятел Димитър Горов своите прощални писма до семейството и приятелите и телеграма, с която съобщава за делото си. Писма изпращат и други четници, като Йордан Кършовски, който предава и златния си пръстен и часовник. Тези документи Иванка и Кина успяват да пренесат, скривайки ги в косите си; Димитър изпраща телеграмата и след това е арестуван при завръщането им в Гюргево.
След обявяване на Освободителната война, Димитър Горов разпродава на безценица целия си имот в Румъния, а Иванка продава всичките златни и сребърни бижута, за да покрият големите си дългове във Влашко. Преминават река Дунав с руските войски през юни 1877 г. и се установяват за няколко дни в Русе, след което отиват в Трявна. Иванка заболява тежко и остава в града, а Горов продължава с руската военна част. Сестрата на Ангел Кънчев умира на 29 юни 1877 г., след като посреща руските войски. Погребана е тържествено в църквата „Св. Георги“ с градски хор и военна музика.
На нейно име е наречена улица в Трявна.